# Nuenen
Nuenen is een plaats in de gemeente Nuenen, Gerwen en Nederwetten in de Nederlandse provincie Noord-Brabant, gelegen in het overlappende gebied van zowel de meierij 's-Hertogenbosch als de Brabantse Kempen, tussen Helmond en  Eindhoven. Nuenen is de grootste plaats van de gemeente en tevens het dorp waar het gemeentehuis is gevestigd. De naam Nuenen komt van Nuenhem, dat 'nieuwe plaats' betekent.

## Geschiedenis

### Van de prehistorie tot 1300
Na de laatste IJstijd vestigden zich de eerste mensen op een smalle dekzandrug die evenwijdig aan de Dommel liep. De oudste voorwerpen die gevonden zijn worden toegeschreven aan de Tjongercultuur uit het Laatpaleolithicum. Het betreft hier een rendierjagerscultuur.
Enige voorwerpen uit het Mesolithicum werden gevonden te Vaarle en op de Refelingse Heide. Deze pijlpunten dateren uit omstreeks 8000 v.Chr. en waren afkomstig van jagers en verzamelaars.
Geleidelijk aan drong de landbouw vanuit het zuiden op naar minder vruchtbare gebieden. Uit deze Neolithische cultuur, die omstreeks 5000 v.Chr. in dit gebied zal zijn begonnen, zijn fraaie stenen bijlen bekend.
De dekzandruggen die zich ter weerszijden van de Hooidonkse Beek bevonden bleken geschikt voor akkerbouw en bewoning. Ten noorden van deze beek zou uiteindelijk Gerwen ontstaan, terwijl ten zuiden ervan Nuenen ontstond, aanvankelijk als een verzameling verspreide agrarische gebouwen. Ook uit de Bronstijd (ongeveer 1500 v.Chr.) zijn voorwerpen gevonden. Uit deze tijd stammen ook enkele grafheuvels en urnenvelden, die tot in de IJzertijd gebruikt werden. Deze verschijnselen wijzen op het bestaan van permanente nederzettingen. Ze worden beschouwd als noordelijke uitlopers van de Keltische cultuur. Vanaf 57 v.Chr. vond een toenemende Romanisering plaats. Nadat omstreeks het jaar 300 het Romeinse Rijk steeds verder verzwakte, ontvolkte het gebied ten gevolge van de chaos, ontstaan door de volksverhuizingen. Er zijn diverse archeologische vondsten en nederzettingen uit de Romeinse tijd bekend.
Geleidelijk aan vestigden zich weer mensen in het gebied en kwam ook de kerstening op gang, onder andere vanuit de abdij van Sint-Truiden. Dit geschiedde vermoedelijk op het eind van de 7e eeuw. Vanaf 800 tot 1250 neemt de bewoning toe, vooral op de plaatsen die reeds veel eerder bewoond waren.
Schriftelijke bronnen treffen we aan vanaf 1107. Deze zijn aanvankelijk afkomstig van de Abdij van Sint-Truiden die, via de parochies van Son en Woensel, ook die van Nuenen, Gerwen, en Stiphout bediende. Sint-Clemens werd in voornoemde abdij vereerd. Wereldlijke heren eigenden zich het bezit van de abdijen toe, maar uit zorg voor hun zielenheil schonken zij ook weer goederen aan de kerk. Zo werd Nuenen in 1225 door Dirk van Altena aan het kapittel van Kortessem geschonken. Het wereldlijk bestuur vond in de 13e eeuw waarschijnlijk plaats vanuit het graafschap Rode, waarvan de zetel in Sint-Oedenrode gezocht moet worden. Oorspronkelijk stond dit onder invloed van Gelre, maar het werd in 1231 onderdeel van het hertogdom Brabant.
Op Sint-Barbaradag, 4 december 1300 schreef Hertog Jan II van Brabant een brief waarin hij de gemene gronden aan de inwoners van Nuenen en Gerwen in bruikleen gaf. Deze brief is bewaard gebleven. Het betrof woeste gronden voor gemeenschappelijk gebruik. De huidige gemeentelijke bossen zijn hieruit voortgekomen. Op deze dag werden ook gemene gronden uitgegeven aan andere gemeenten. De hertog deed dit vooral om inkomsten te verwerven.

### Van 1300 tot 1648
De uitgifte van gemeenterechten was de eerste aanzet tot geregeld bestuur. Tussen 1300 en 1346 is de eerste schepenbank opgericht. Nuenen was in de 14e en 15e eeuw een hertogsdorp wat betekende dat de hertog er rechtstreekse invloed had. De eerste helft van de 15e eeuw was een rustige tijd zonder oorlog waarin de welvaart toenam. Er werd, mogelijk in 1467, met de bouw van een kerk in Kempense gotiek begonnen, op de plaats van een voorganger waaromtrent niets bekend is. Deze kerk stond op de Oude Begraafplaats. Ze werd in 1513 door brand beschadigd en daarna weer opgebouwd. In 1486 werd de verenigde parochie Nuenen en Gerwen gesplitst. Beide parochies hadden reeds een kerk.
In 1452 werd te Nuenen een klooster voor Augustinessen ingericht, dat vanwege wateroverlast na 1462 verplaatst werd naar de huidige locatie Soeterbeek, op een hoogte bij de Dommel. De kloosterlingen waren slotzusters. Ze beoefenden de linnenfabricage om in hun onderhoud te voorzien.
Aangezien het hertogdom Brabant steeds groter werd, werd het bestuur ervan gedecentraliseerd en in Nuenen viel het onder de kwartierschout van Peelland.
Vanaf 1472 viel de hertog van Gelre meermalen het gebied in, en vonden plunderingen plaats. In Nuenen en Gerwen vond daardoor een terugval plaats in welvaart, bevolking en aantal huizen. Zo richtten de Gelderse troepen in 1512 grote schade aan. Oorlogshandelingen zouden het gebied daarna nog vele eeuwen teisteren. De oorlogen met Gelre duurden tot 1543 en eisten hun tol, terwijl ook de kosten van de verdediging door de dorpen moesten worden opgebracht. In dat jaar plunderde Maarten van Rossum het klooster Soeterbeek, maar zijn troepen werden uiteindelijk verslagen door keizer Karel V.
In 1558 werd Nuenen een heerlijkheid. Dit wil zeggen dat de hertog zijn rechten, zoals jachtrecht, benoemingsrecht en dergelijke, verpandde voor bepaalde tijd, aangezien hij geld nodig had. De hertog was toen Filips II. De heer liet een kasteel bouwen te Opwetten. De Collse watermolen was sedert 1335 eigendom van de heren van Mierlo.
De Tachtigjarige Oorlog werd merkbaar vanaf 1579. Toen Maastricht op de opstandelingen werd veroverd, verwoestten dezen Hooidonck. Daarna was de streek strijdtoneel van Spaansgezinde en Staatse troepen. In 1587 werd Gerwen en een deel van Nuenen door Staatse troepen verwoest. Daarna trokken regelmatig ongedisciplineerde Spaanse en Staatse troepen door de streek die plunderden of moesten worden onderhouden. Tijdens het Twaalfjarig Bestand was er sprake van enige wederopbouw, maar na 1621 begon de strijd weer, en na het Beleg van 's-Hertogenbosch in 1629 brak een periode van gezagsvacuüm aan, de Retorsieperiode, waarin niet duidelijk was wie de baas was in de Meierij, zodat plunderingen door troepen van beide zijden regelmatig plaatsvonden. In 1637 brak een pestepidemie uit die door de soldaten was overgebracht. Daaraan kwam pas een einde door de Vrede van Münster in 1648.

### Van 1648 tot 1810
Nu Nuenen officieel Staats was, werd de uitoefening van de katholieke eredienst verboden en kwamen de kerken in handen van de hervormden. De heerlijkheid Nuenen hield op te bestaan in 1659 toen Nuenen een statendorp werd, bestuurd door de kwartierschout van Peelland in opdracht van de Staten-Generaal. Nederwetten werd een zelfstandig statendorp. Men eiste dat de overheidsfunctionarissen protestant waren.
Omstreeks deze tijd moet de huidige Nuenense dorpslinde zijn geplant. Er was enige nijverheid in de vorm van brouwerijen en later ontwikkelde zich ook de klompenmakerij. Geleidelijk aan werden er meer bomen geplant. Delfstoffen waren leem en turf. Reeds in 1692 is sprake van een fabrikeur die garens inkocht en deze middels huisarbeid door wevers liet verwerken tot lakens. Ook spinnen vond in Nuenen plaats en de watermolens werden gebruikt als volmolens.
De rooms-katholieke kerken werden onteigend en de kloosters werden opgeheven, maar het klooster Soeterbeek mocht blijven bestaan tot de laatste non gestorven was. Er mochten echter geen novicen meer worden aangenomen, wat heimelijk toch nog gebeurde. In 1732 werd ook dit klooster opgeheven en vertrokken de zusters naar Deursen. Kunstschatten uit het Nuenense klooster zijn nog in Deursen aanwezig.
De katholieken waren aanvankelijk aangewezen op de Grenskerk tussen Maarheeze en Weert, die niet in Staats-Brabant, maar in het Graafschap Horn lag. Vanaf 1671 mocht de mis weer worden opgedragen en in 1695 werd waarschijnlijk de eerste schuurkerk ingericht. Het kapittel van Kortessem bezat nog steeds de tiendrechten van de nu protestante kerk, maar betaalde nauwelijks mee aan het onderhoud van de kerk. In 1779 sloeg de bliksem in de kerktoren en stortte een gedeelte ervan in. In 1795 werd het kapittel door de Fransen opgeheven en in 1798 werd de kerk teruggegeven aan de katholieken, maar in 1800 vernielde een storm de kerk onherstelbaar.
Het adellijk grootgrondbezit werd voor een deel geliquideerd omdat het niet meer rendabel was. In 1734 werd in Nuenen het eerste raadhuis gebouwd.
De oorlogen bleven voortduren omdat de streek in een bufferzone was gelegen. Eerst kreeg men te maken met soldaten van de bisschop van Münster in 1666 en met Fransen die deze troepen weer verdreven. Tussen 1672 en 1678 ging het om Franse troepen van Lodewijk XIV. Dit werd de Hollandse Oorlog genoemd. Opnieuw kwamen Franse troepen tijdens de Negenjarige Oorlog die van 1688 tot 1679 duurde. De Fransen en de op hen volgende Staatse troepen moesten betaald worden door de bevolking. Vervolgens was er de Spaanse Successieoorlog van 1702-1713, waarbij de Republiek tegen Frankrijk vocht en Nuenen en omgeving last hadden van plunderende Engelse troepen. Daarna kwam de Oostenrijkse Successieoorlog van 1740-1748, waarbij de Republiek steun verleende aan Oostenrijk en troepen toeliet, waarvoor de bevolking de rekening moest betalen.
In 1794 bereikten de Franse troepen, onder bevel van Pichegru, Nuenen, waar de bevolking de troepen moest onderhouden. In 1810 werd de Republiek ingelijfd bij Frankrijk.

### Van 1810 tot 1944

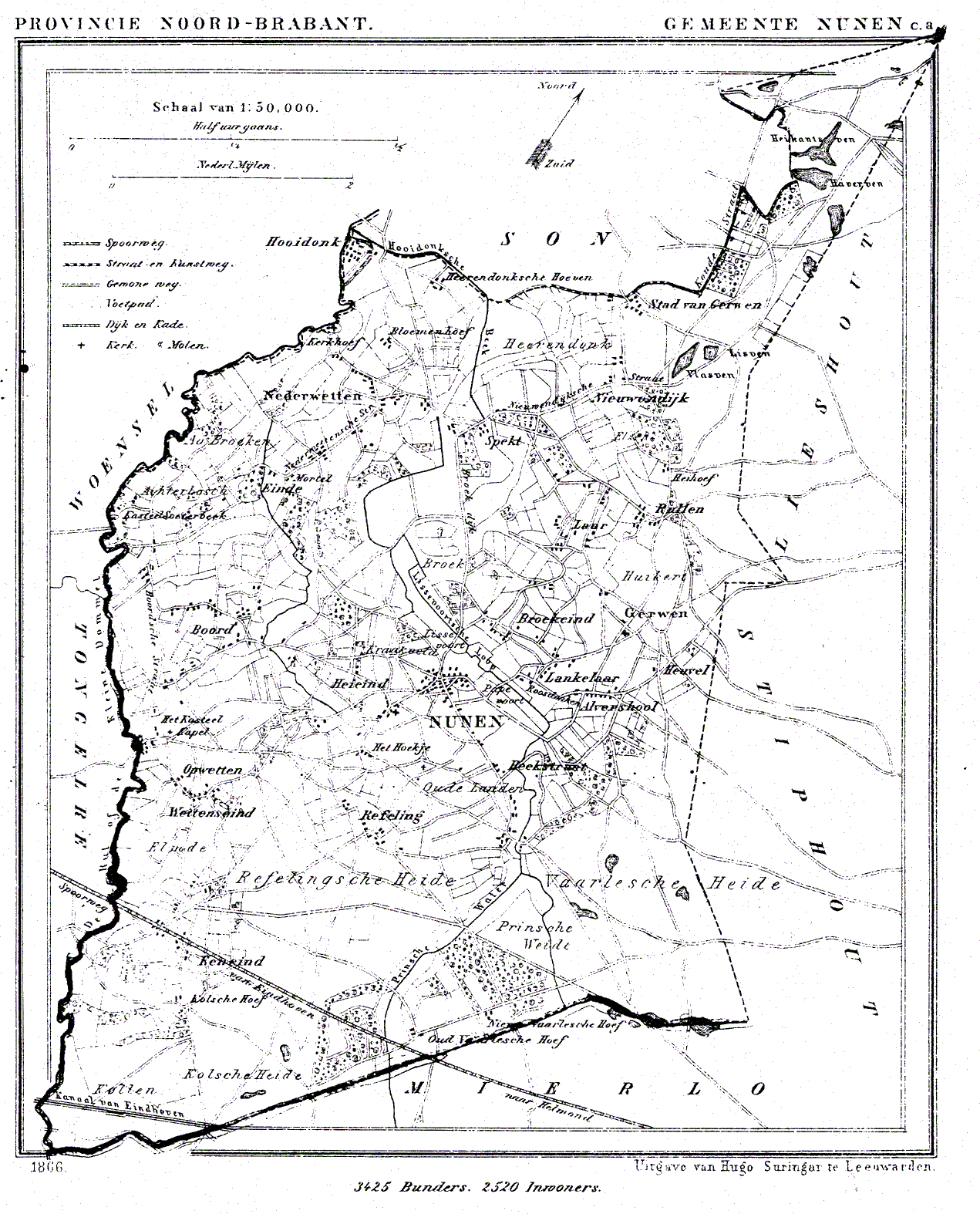
Nuenen in 1866

De invoering van modern bestuur door de Fransen betekende de oprichting van gemeenten in de moderne zin. In 1810 vormde Nuenen met Gerwen een gemeente, in 1821 werd daar Nederwetten bijgevoegd.
Het kasteel te Opwetten, en het klooster te Soeterbeek, vervielen. In 1835 werd te Soeterbeek een herenhuis gebouwd door de textielfabrikantenfamilie Smits van Oyen. Hier werd een tuin aangelegd die er nog steeds is.
Sedert 1846 loopt het Eindhovens Kanaal door de gemeente. De eerste spoorweg, inclusief station Nuenen-Tongelre te Eeneind, werd in 1866 geopend. De eerste verharde weg, van Lieshout via Gerwen en Nuenen naar Tongelre, kwam in 1872 gereed. In Nuenen ontstonden een aantal kleine textielfabrieken die deels op huisarbeid waren gebaseerd. Van belang is dat dominee Begemann in 1845 met een linnenfabriek begon. Dit werd in 1871 een stoomweverij, die echter reeds in 1879 failliet ging. Ook een korenmolen werd gebouwd, die in 1884 in gebruik werd genomen. In 1917 werd een boterfabriek gebouwd en in 1921 een landbouwwerktuigenfabriek. In 1920 verrees te Eeneind een steenfabriek. Geen van deze bedrijven bestaat nog.
De beschadigde kerk was voor de katholieken niet meer bruikbaar, zodat zij de schuurkerk bleven gebruiken. In 1823 werd de ruïne van de oude kerk gesloopt om met de stenen de schuurkerk te herstellen. In 1854 kwam de parochie Nuenen bij het decanaat Eindhoven. Pastoor Van Lent nam het initiatief tot de bouw van de huidige Sint-Clemenskerk. Architect was Carl Weber en in 1872 werd de kerk ingewijd. De schuurkerk werd afgebroken en ook de toren van de Oude kerk werd in 1885 afgebroken. De Sint-Antoniuskapel te Opwetten liet men vervallen. In 1887 werd het Sint-Elisabeth gesticht van de Zusters van Liefde gebouwd. De bebouwing in de buurt van de nieuwe kerk leidde tot een verplaatsing van het centrum van Nuenen naar het Park. De hervormde gemeente werd bij die van Mierlo gevoegd, waar in 1812 een klein kerkje was gebouwd. Dit was niet praktisch, en in 1824 werd te Nuenen het kerkje aan de Papenvoort gebouwd, nu bekend als het Van Goghkerkje. Vincent van Gogh woonde van 1883 tot 1885 te Nuenen. Aandacht voor zijn persoon en werk kwam pas in 1930, terwijl in 1932 een monument te zijner eer bij de lindeboom werd onthuld.
Aardappelziekten leidden vanaf 1845 tot misoogsten. Dit leidde tot armoede en tiendoproeren. Men heeft de middeleeuwse tiendrechten, die sedert 1810 in handen van de Domeinen of van particulieren waren, afgekocht.
In de eerste helft van de twintigste eeuw verdubbelde de Nuenense bevolking. Het aandeel van fabrieksarbeiders nam toe. Het Park, oorspronkelijk een bleekveld voor het klooster, werd verfraaid met een muziekkiosk in 1904. De katholieke pastorie werd gebouwd in 1910 en het Park werd aangelegd in 1920.
De bezettingsjaren tijdens de Tweede Wereldoorlog, van 1940 tot 1944 brachten een geleidelijk toenemende repressie en verzet, en enige schade door bommen en enkele neerstortende vliegtuigen. In september 1944 vond de Operatie Market Garden plaats waarbij in Son een noodbrug werd aangelegd door de Amerikanen. De Duitsers probeerden deze brug te bereiken, konden niet over de brug bij Soeterbeek, die daarom Willem Hikspoorsbrug is gaan heten naar de tuinman van Soeterbeek die de Duitsers adviseerde om rechtsomkeert te maken. Uiteindelijk konden een aantal Britse tanks wel over deze brug heen om op te rukken. Nuenen werd op 21 september 1944 bevrijd. Bij deze strijd werd schade aangericht en vielen enkele slachtoffers. Ook Gerwen en Nederwetten werden dezer dagen bevrijd. Ook na de bevrijding vielen nog enkele Duitse bommen die slachtoffers maakten.

### Van 1944 tot heden
Na de Bevrijding wordt Nuenen vooral gekenmerkt door een snelle groei en door de bouw van vele nieuwbouwwoningen. Daarmee werd Nuenen tot een forensengemeente van Eindhoven.
Door de uitbreiding van Nuenen, aanvankelijk in westelijke richting, ontstond behoefte aan een tweede kerk, de Sint-Andrieskerk, die in 1964 tot stand kwam maar, door verkeerde planning en de intredende ontkerkelijking, op 30 juli 2006 werd afgestoten. De kerk is juli 2007 gesloopt voor de bouw van appartementen. De luidklokken van de kerk doen nu dienst in een nieuwe gebouwde kerk in Kabanjahe in Noord-Sumatra.
Met name de woningbouw in Nuenen-Zuid deed het inwonertal toenemen. Ook Nuenen-Oost werd gebouwd, waarbij de Hooidonkse Beek werd overschreden. Er kwamen nieuwe bedrijventerreinen, terwijl de oude industriële bedrijven aan de Berg verdwenen. In 2006 werden plannen gepresenteerd voor uitbreiding in westelijke richting, waarbij Boord en Opwetten vrijwel aan de nieuwbouw zullen grenzen.
Een reeks van feesten en herdenkingen vond plaats in Nuenen: de Vincent van Goghjaren 1990 en 2003, 700 jaar gemeenterechten in 2000, het 500-jarig jubileum van de parochie Nuenen in 1996 en 350-jarig bestaan van de hervormde gemeente Nuenen in 1998. Deze gebeurtenissen gingen gepaard met manifestaties, de uitgifte van gedenkboeken, en de onthulling van monumenten zoals het standbeeld van Jan II van Brabant.

### Kerkelijke geschiedenis
De Nuenense katholieke parochie is in 1496 afgesplitst van de parochie Nuenen-Gerwen. Het 500-jarig jubileum van deze gebeurtenis werd in 1996 gevierd met de uitgave van een gedenkboek: 'Vijf eeuwen kerkdorp Nuenen'.
Naast de Clemenskerk werd in 1964 een tweede parochiekerk ingewijd, de Sint-Andrieskerk. Deze werd ontworpen door Jan de Jong en is een voorbeeld van architectuur van de Bossche School. Het was een sober bakstenen kerkgebouw met vaste getalsverhoudingen, namelijk 3:4. Door verkeerde planning, gevoegd bij de algemene ontkerkelijking, werd het gebouw op 31 december 2003 buiten gebruik genomen en in 2007 werd de Sint-Andrieskerk gesloopt. Het drieluik van Hugo Brouwer werd verplaatst naar de kerk van Odiliapeel, wat eveneens een kerk is van de Bossche School. Ook het tabernakel zal een plaats in deze kerk vinden. Op de plaats van de Andrieskerk is een multifunctioneel gebouw gekomen met een brede school en appartementen.
De drie parochies Nuenen, Gerwen en Nederwetten zijn op 1 april 2013 samengevoegd onder de naam Parochie Heilig Kruis Nuenen.
De Nuenense Hervormde gemeente werd in 1648 gesticht, bij de Vrede van Münster. Het 350-jarig jubileum van deze gebeurtenis werd in 1998 gevierd, eveneens met de uitgave van een gedenkboek: 'Van kwast tot regenboog: een schildering van 350 jaar protestantisme in Nuenen'.
De hervormde gemeente van Nuenen staat, samen met die van Geldrop, aan de wieg van het Samen op Weg-proces dat geleid heeft tot de kerkfusie waaruit de PKN is voortgekomen. Sedert einde 1974 bestond te Nuenen reeds een samenwerking aan de basis tussen gereformeerden en hervormden, toen Reformatorische Gemeente Nuenen (RGN) en thans Protestantse Gemeente Nuenen (PGN) geheten.
In tegenstelling tot de landelijke trend groeide het aantal protestanten in Nuenen, vooral ten gevolge van import en de groei van het inwoneraantal. Dit leidde ertoe dat het Van Goghkerkje te klein werd en, na een aantal jaren van nood-oplossingen, werd het kerkelijk centrum 'De Regenboog' gebouwd.
Ook de samenwerking tussen de rooms-katholieken en de protestanten is in Nuenen al vroeg van de grond gekomen. Gezamenlijk overleg en gezamenlijke diensten zijn er in Nuenen meermalen geweest.

## Bezienswaardigheden
De oude kern van het dorp Nuenen wordt gevormd door een driehoekig plein, genaamd 'De Berg', dat doorloopt naar een groter driehoekig plantsoen, 'Het Park'. Dit laatste is in de negentiende eeuw aangelegd en men vindt hier de muziekkiosk, een monument voor Vincent van Gogh en een monument dat de Zusters van Liefde herdenkt. Dit gedeelte van Nuenen is een beschermd dorpsgezicht.

### Molens

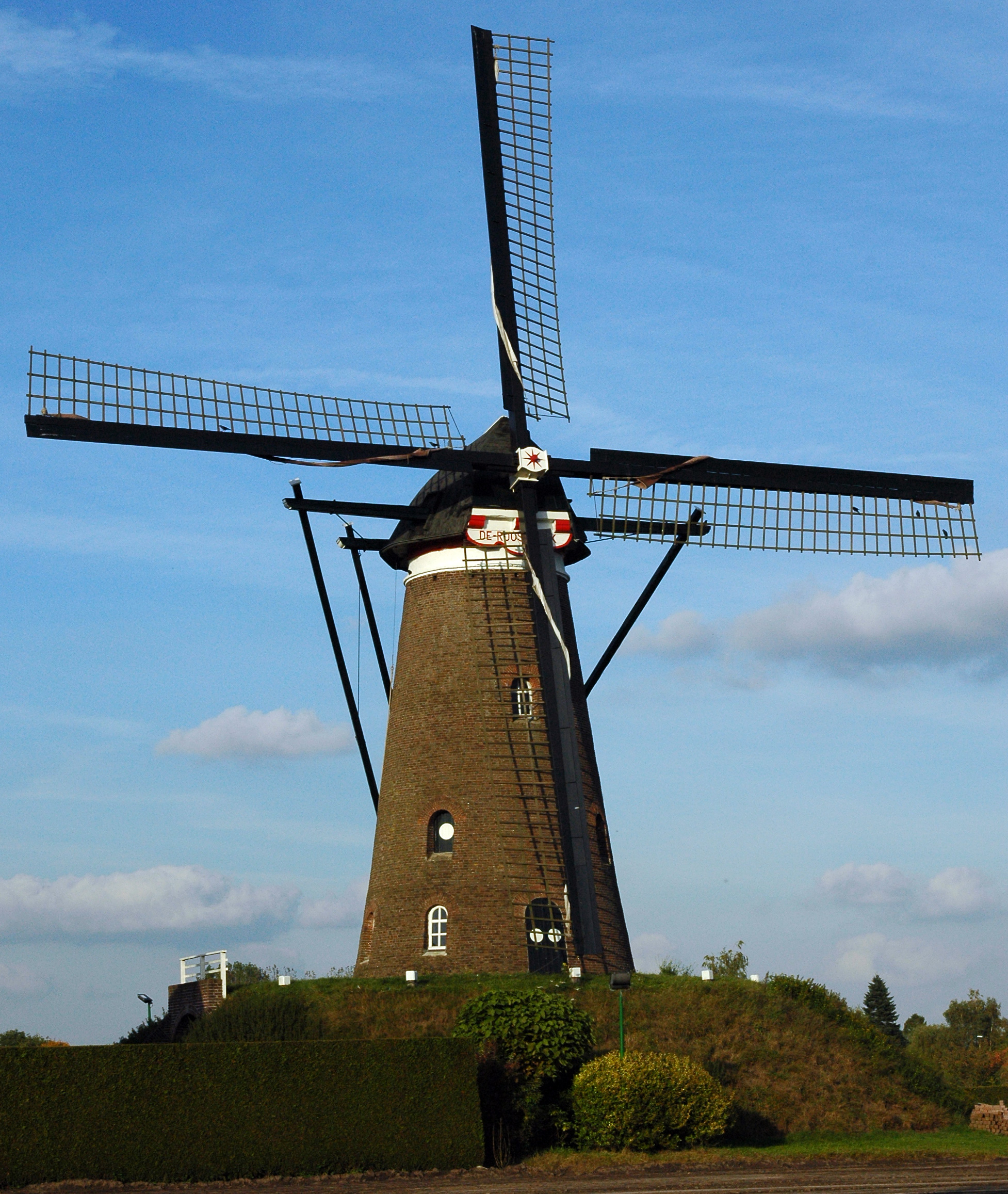
De Roosdonck

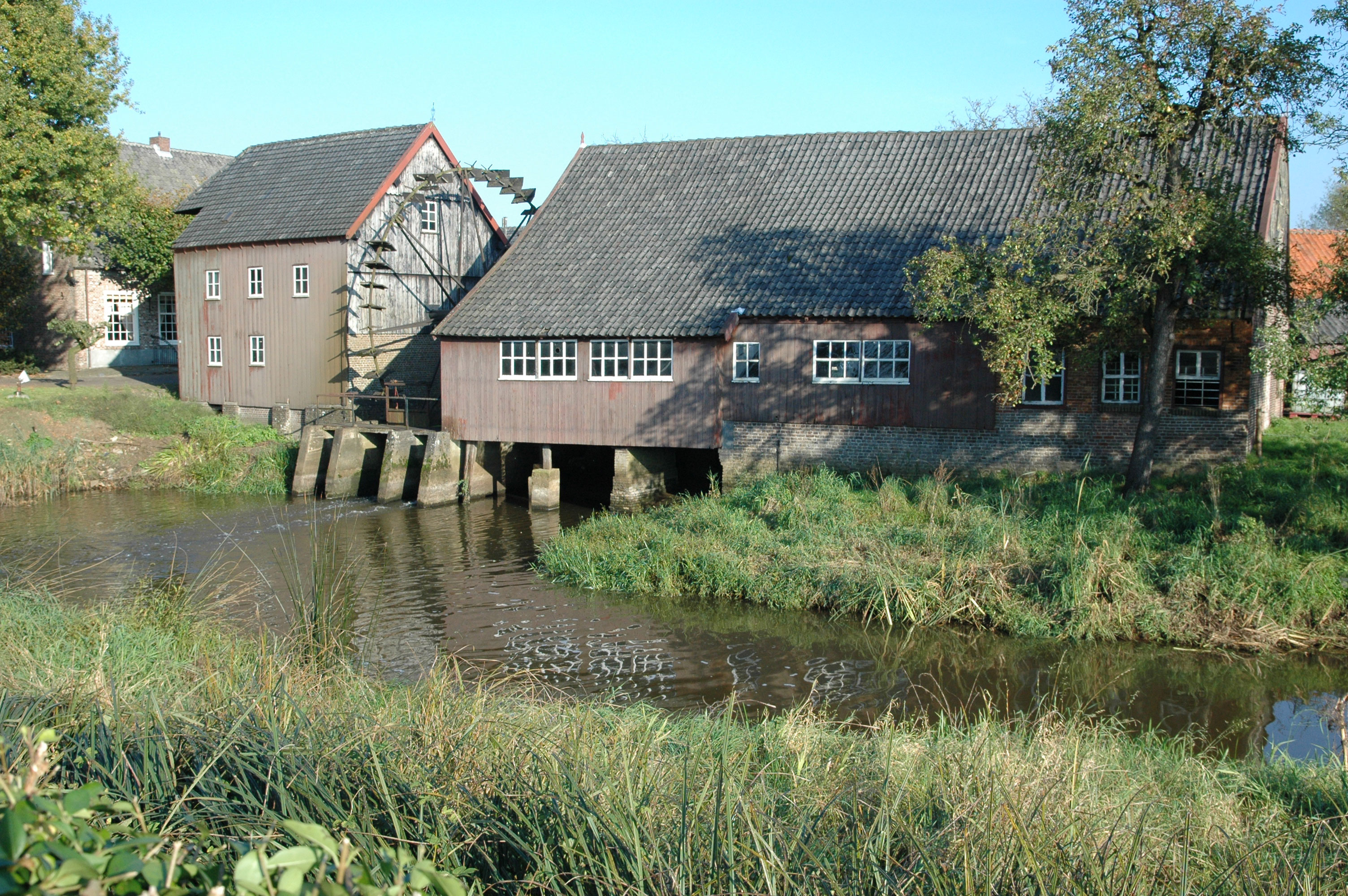
De Opwettense watermolen

- Molen 'De Roosdonck'. Een ronde stenen Beltmolen van het type bovenkruier. Gebouwd in 1884 en pas gereedgekomen nadat een tragisch ongeval had plaatsgevonden: tijdens de bouw stortte de molen in, waarbij een dodelijk slachtoffer viel. De molen is nog wekelijks in gebruik als korenmolen. De molen is zeven keer door Vincent van Gogh op doek vastgelegd.
- Opwettense watermolen. Watermolen in de Kleine Dommel, waarvan de geschiedenis teruggaat tot de elfde eeuw. De huidige gebouwen dateren van 1743. Het binnenwerk, waaronder een stampwerk voor het persen van lijnzaad, is nog aanwezig. Een molenaarswoning uit de 17e of 18e eeuw completeert het geheel. Deze onderslagmolen heeft het grootste waterrad van Noord-Brabant, met een diameter van 9,30 m. Vincent van Gogh beeldde deze molen herhaaldelijk af.
- Hooydonkse molen. Noordelijk van Nederwetten gelegen. Deze watermolen behoorde tot het vrouwenklooster Hooydonk en ontleent zijn naam aan het feit dat de molen op het hoogste punt van de omgeving is gebouwd. Nadat de oorspronkelijke molen werd verwoest tijdens de Tachtigjarige Oorlog werd bij de herbouw de maalinrichting aangevuld met een volmolen vanwege de opkomende textielindustrie.

### Religieuze gebouwen

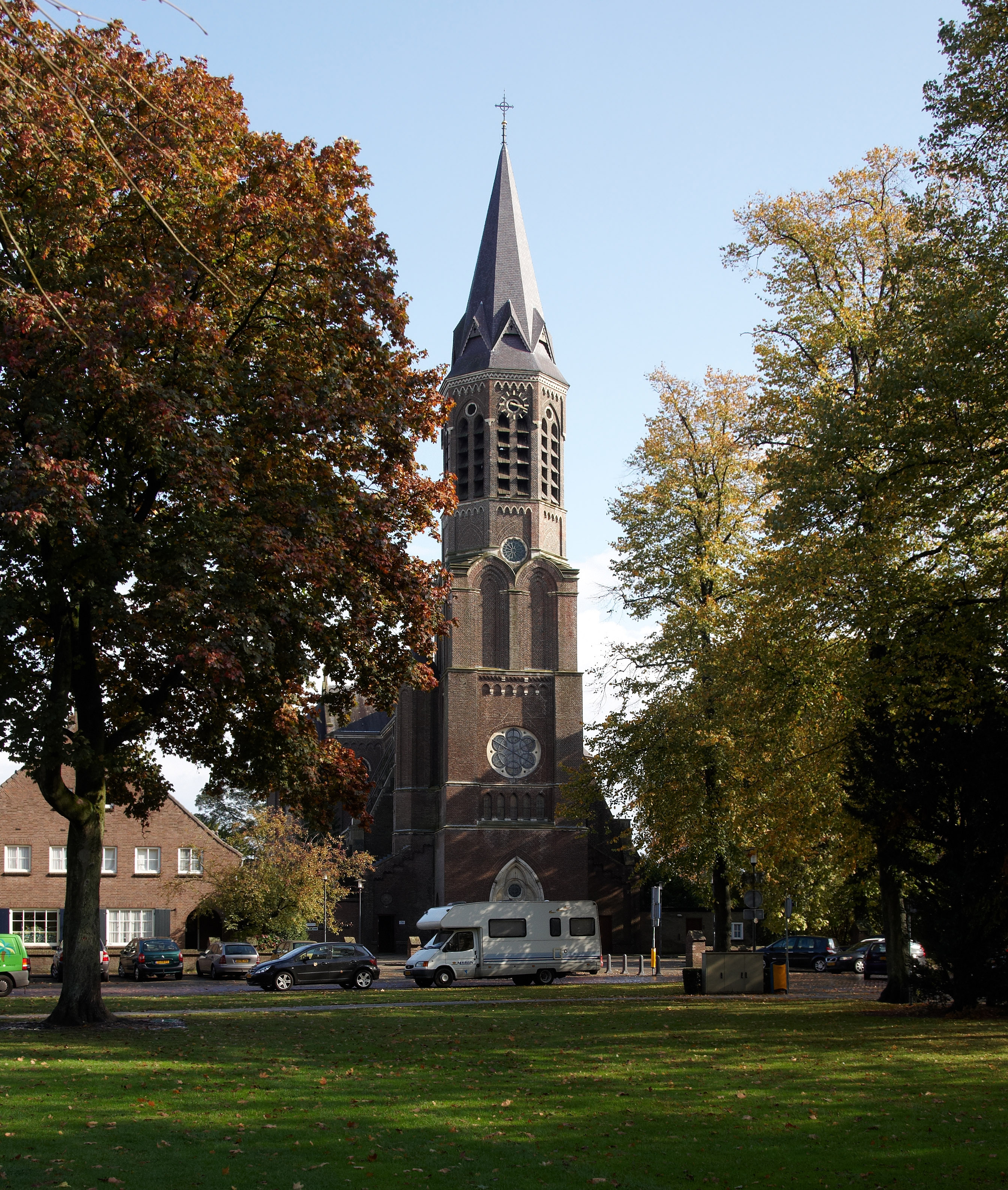
Sint-Clemenskerk

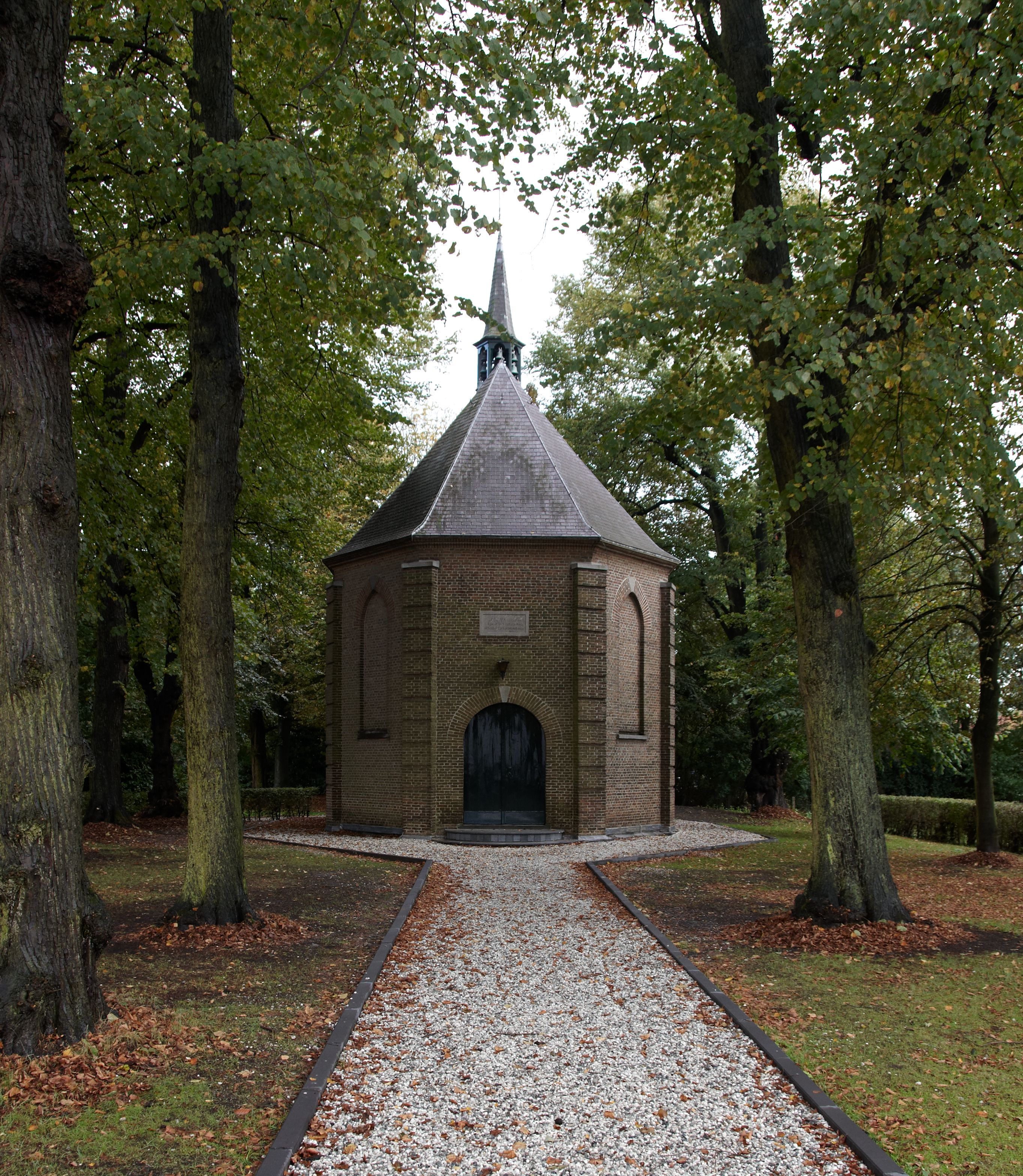
Van Goghkerkje

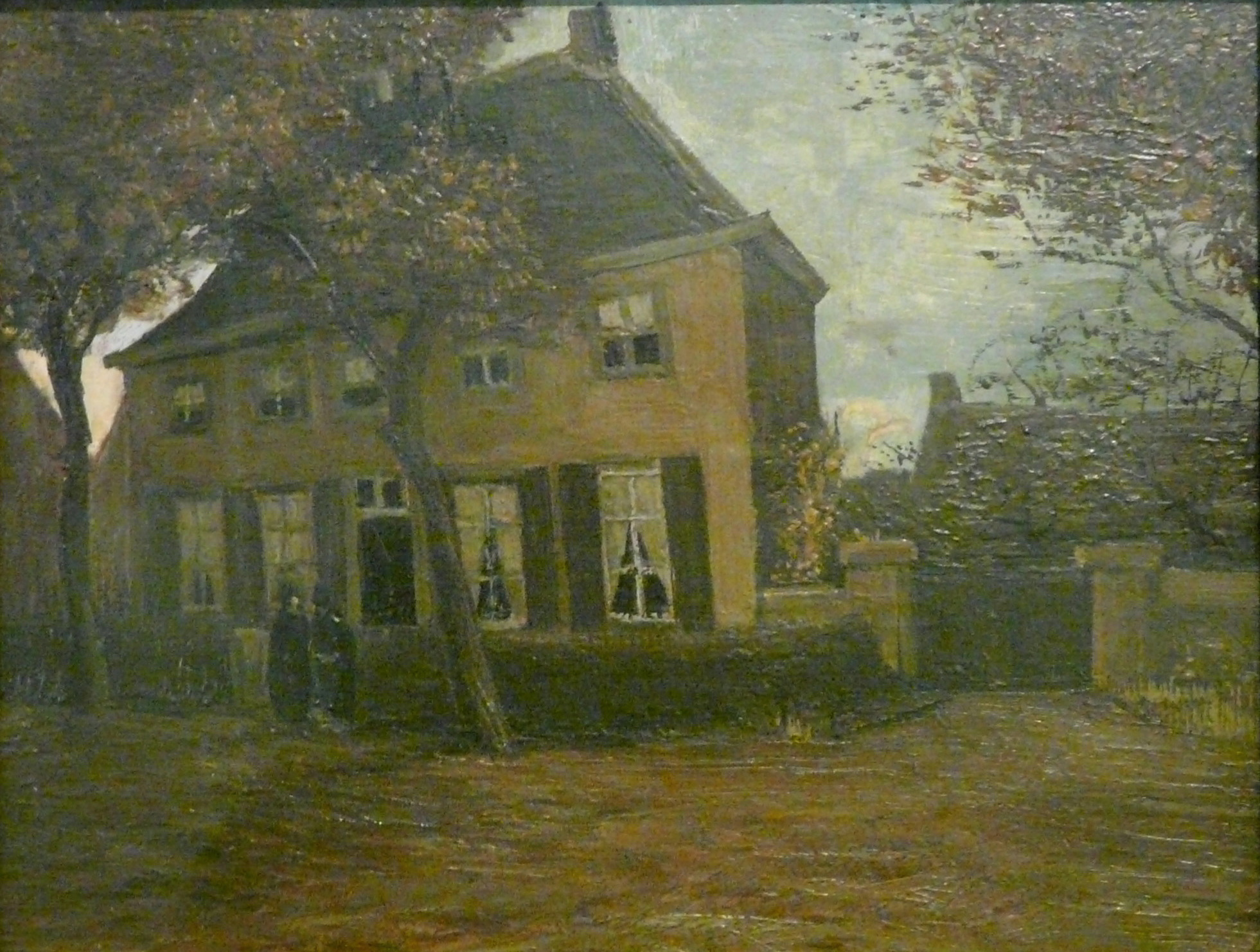
De pastorie te Nuenen, Vincent van Gogh (1885)

- Sint-Clemenskerk. Deze Rooms-Katholieke kerk van Carl Weber staat aan het Park. Ze werd gebouwd in een combinatie van neoromaanse en neogotische stijlen in 1872. Ze verving de schuurkerk. In de kenmerkende achtkante toren hangen enkele oude klokken, waarvan een uit 1490. Het interieur van de kerk is overgeschilderd in 1942. Restauraties zijn uitgevoerd in 1998 en in 2003. In het laatste jaar is het interieur weer zo veel mogelijk in de oorspronkelijke staat gebracht. Het grote orgel is een Smits-orgel.
- Van Goghkerkje. Dit is een Hervormde waterstaatkerk uit 1824. Het kerkje ligt bijzonder schilderachtig met op de achtergrond het groen van het Park Houtrijk, een oude villatuin. Theo van Gogh, de vader van Vincent van Gogh preekte hier. Vincent van Gogh heeft deze kerk meermalen op het doek vastgelegd. Tegenwoordig in gebruik voor bijzondere plechtigheden en culturele manifestaties.
- Kerkelijk centrum 'De Regenboog'. De huidige Protestantse kerk uit 1999 bezit een glasmozaïek in staal van Karel Appel, dat afkomstig is uit de afgebroken Hervormde kerk van Geleen-Oost.
- Sint-Elisabethklooster, gebouwd in 1887. Voorheen waren hier de Zusters van Liefde gehuisvest. Deze verlieten het klooster in 1977. Tegenwoordig is het een cultureel centrum. Hierin is het deel van de lindeboom opgesteld dat werd afgezaagd in 1994.
- Sint Antoniuskapel te Eeneind. Deze kapel uit 1987 is toegewijd aan Sint Antonius Abt, die de schutspatroon is van het schuttersgilde te Eeneind. Ze vervangt de kapel te Opwetten, die in 1450 is gebouwd en dienst heeft gedaan tot 1915. Bevat een kruisbeeld afkomstig van de oorspronkelijke kapel en een houten Antoniusbeeld van Omer Gielliet uit Breskens.
- Kruisbeeld in de buurtschap Boord, van Hugo Brouwer, uit 1958. In het Memoriaal van A.M. Frenken wordt vermeld dat hier ook in de 16e eeuw een kruisbeeld heeft gestaan. Dit kruisbeeld is tot stand gekomen door de parochianen van de Sint-Clemenskerk te Nuenen en in het bijzonder door de inwoners van Boord, die vanaf de oprichting voor het onderhoud ervan zorg dragen. Het kruishout is uit balken vervaardigd van 200 jaar oud.
- Buitenplaats Soeterbeek is gelegen op de plaats waar vroeger een klooster was. De buitenplaats bestaat sedert 1800. Er is een park met vijvers. Het klooster is gesticht in 1448 en bevond zich sedert 1467 op het terrein van Soeterbeek. De nonnen moesten Nuenen verlaten in 1732 en vestigden zich te Deursen dat destijds buiten het gebied van de Republiek der Verenigde Nederlanden lag. Dit klooster heet eveneens Soeterbeek en herbergde tot de opheffing ervan in 1997 nog een aantal uit Nuenen afkomstige gebruiksvoorwerpen.

### Wereldlijke gebouwen
- Wevershuisjes aan de Berg te Nuenen, waaronder het zogenaamde Kostershuisje uit 1763.
- Hervormde pastorie (of: Domineeshuis) aan de Berg te Nuenen, uit 1764. In dit huis woonden en wonen tot op de dag van heden de Nuenense predikanten, waaronder Theo van Gogh en zijn zoon Vincent van Gogh, die hier een atelier had, dat nog gedeeltelijk intact is.
- 't Weefhuis. Een voormalige linnenfabriek uit 1888, tegenwoordig een expositieruimte voor beeldende kunst.
- Diverse historische woonhuizen en villa's in de dorpskern en haar omgeving, voornamelijk daterend uit de negentiende en begin twintigste eeuw.
- Enkele boerderijen van het langgeveltype.
- Oude raadhuis aan de Beekstraat, uit 1734, gerestaureerd in 1986 en sinds 2012 een woonhuis.
- Huis Nune Ville. In 1874 in opdracht van ds. Willem Begemann gebouwd. Hier woonde Margot Begemann, die verliefd werd op Vincent van Gogh. Dit vonden haar ouders niet goed, waarop ze een zelfmoordpoging ondernam.

### Musea
- Een permanente expositie over Vincent van Gogh was vanaf 1976 ondergebracht in het gerestaureerde koetshuis nabij het gemeentehuis te Nuenen. Hoewel Nuenen geen enkel werk van Van Gogh bezit, kent de plaats voldoende herinneringen aan de Nuenense periode van deze kunstenaar. Een museum genaamd Vincentre[5] aan de Berg te Nuenen is in 2010 geopend.
- Vincentre Expositie over Vincent van Gogh, gaat vooral over zijn leven

### Overige bezienswaardigheden
- Lindeboom. Dit is een etagelinde die tot de oudste en dikste van Nederland behoort en in de zeventiende eeuw is geplant. Tijdens een noodweer in 1994 braken enige zware takken af en werd ernstige aantasting door de Echte tonderzwam geconstateerd. In december van dat jaar werd de top afgezaagd, zodat nog een prieellinde overbleef. Een oude dorpspomp houdt deze boom, die op de Berg staat, gezelschap. Een deel van de afgezaagde stam staat nu in Cultureel Centrum Het Klooster. In 2019 werd ter ere van het 25jaar geleden verwijderen van de kroon een nieuwe lindeboom in de holte van de oude lindeboom geplaatst, dit tot onvrede van de monumentencommissie en de gemeente.
- Dorpsboerderij Weverkeshof. Vele tientallen vrijwilligers werken hier aan een park met talrijke dieren, waar ook muziekuitvoeringen en dergelijke worden gehouden en waar ieder jaar ook Sinterklaas zijn domicilie heeft, waarmee men landelijke bekendheid verwierf, evenals met het unieke lease-kippenconcept. Het leasen van kippen is echter stopgezet in 2008, vanwege de toenemende regelgeving met betrekking tot vogelziekten. Op het terrein van de Dorpsboerderij wordt elk jaar het 'Levend Kerstverhaal' gespeeld door meer dan 100 vrijwilligers. Tussen de 1000 en 1500 bezoekers komen op de zaterdag voor Kerst hierheen om het kerstverhaal te beleven.

### Monumenten
Zie ook:
- Lijst van rijksmonumenten in Nuenen
- Lijst van gemeentelijke monumenten in Nuenen

## Economie
Vanouds was Nuenen een agrarische gemeenschap. De armoede stimuleerde, zoals op vele plaatsen in Noord-Brabant, de huisarbeid zoals de klompenmakerij en de huisweverij. Deze werd vastgelegd door Vincent van Gogh. Enige industrie ontstond in de negentiende en de eerste helft van de twintigste eeuw, waaronder houtbewerking, textiel, kousen, baksteen, en landbouwwerktuigen. De baksteenindustrie maakte gebruik van de aldaar beschikbare Brabantse leem. Ook deze industrie is goeddeels verdwenen. Daarvoor in de plaats zijn tal van lichte industriële en dienstverlenende bedrijven gekomen, die voor een belangrijk deel gevestigd zijn op het bedrijventerrein te Eeneind. Nuenen heeft daarnaast een aanzienlijke middenstand.
De agrarische bedrijvigheid wordt gedomineerd door intensieve veehouderij, terwijl daarnaast ook vele tuinbouwbedrijven actief zijn.
Hoewel de eigen bedrijvigheid een aanzienlijke werkgelegenheid genereert zijn vele Nuenenaren ook werkzaam in Helmond en vooral Eindhoven, wat Nuenen tevens het karakter van een forenzenplaats geeft.

## Winkelen
Er zijn diverse winkels in de Parkstraat. De koopavond is op vrijdagavond. Verder is in Nuenen-Zuid een overdekt winkelcentrum: 't Kernkwartier met 2 grote supermarkten.
In Nuenen is er weekmarkt op Het Park, direct voor het Klooster op maandagmiddag van 13:30 tot 16:30 uur.

## Natuur en landschap
Ten noorden van Nuenen is een oud akkerlandschap te vinden met enkele broekbosjes. Ten westen van het dorp is een cultuurlandschap met weilanden en ook tuinbouw. De grens met Woensel wordt gevormd door de Dommel.
- Het Nuenens Broek is een broekbos ten noordwesten van Nuenen. Het was oorspronkelijk een moerasgebied waar later, tussen 1932 en 1935 populieren op rabatten werden aangeplant. Nu is het in het bezit van Het Brabants Landschap en wordt het weer teruggebracht in een meer natuurlijke staat. De Hooidonkse Beek stroomt erdoor. In de lente staan er veel Sneeuwklokjes en ook groeit er Heksenkruid en Gevlekte aronskelk. In de sloten staat Waterviolier. Op enkele plaatsen is Eenbes en Grote keverorchis. Er zit ijzerhoudende Brabantse leem in de bodem. Het Nuenens Broek werd bezongen door Gerard van Maasakkers in zijn lied Hé goade mee.
- De Heerendonken ofwel het Wettens broek is eveneens een broekbosgebied, iets ten noorden van het Nuenens broek.
- Papenvoortse Heide is een deel van de gemeentebossen. Oude gemeenschappelijke schrale heide- en stuifzandgronden zijn beplant met voornamelijk Grove den. Er zijn nog enkele vennen en kleine stukjes heide.
- Dal van de Dommel met kleinschalige moerasachtige gebieden zoals 'De Rietmussen'. Een bijzondere plantensoort hier is Lange ereprijs.
- Collse Zeggen, een moeraslandschap langs de Kleine Dommel.
- IJsbaan aan de Broekdijk. Hier is een zeldzame flora, met onder meer Waterlepeltje. Het gebiedje wordt beheerd door Staatsbosbeheer.

## Ontspanning
Nuenen ligt aan een aantal langeafstandswandelpaden, zoals het 85 kilometer lange Hertog Hendrikpad door en rondom Eindhoven, en het Vennekespad van Sint-Oedenrode naar Heeze. De Potstalroute van 15 km voert door de bosgebieden en het cultuurland van Nuenen en Gerwen. Een kortere wandeling staat in het teken van Vincent van Gogh.
Het Oeverlandpad van Maastricht naar Alkmaar is een langeafstandsfietsroute die ook door Nuenen komt. Een kortere fietstocht is de Dommeldalroute.
Het 'dak van Brabant' of 'Gulbergen' is een reusachtige vuilstort van de RAZOB die deels als recreatiegebied in gebruik is. Vanaf het hoogste punt van Brabant (60 meter boven de zeespiegel) heeft men een fraai uitzicht, onder meer op de hoogbouw van Eindhoven. Bij goed zicht kan men zelfs de mijnsteenbergen in Limburg zien liggen, evenals de koeltorens van de Clauscentrale te Maasbracht. Voor mountainbikers zijn er speciale routes uitgezet die ook deze hoogte aandoen.
In dit gebied is ook een dierentuin aangelegd, 'Dierenrijk' genaamd. De dierentuin specialiseerde zich in eerste instantie in Europese dieren, maar werd in 2008 uitgebreid, waarna hij zich niet meer tot Europese dieren beperkte. Dierenrijk ligt in de gemeente Geldrop-Mierlo en is met de auto alleen toegankelijk via Eeneind.

## Onderwijs
- Basisschool de Rietpluim
- Basisschool Het Mooiste Blauw
- Basisschool De Wentelwiek
- Basisschool De Nieuwe Linde
- Basisschool De Dassenburcht
- Basisschool Inspecteur J. Crijns
- Basisschool Heuvelrijk
- Basisschool Sint Jozef
- Nuenens College (voorheen: Pleincollege Nuenen)

## Verenigingen
Enkele verenigingen in Nuenen c.a. zijn onder andere:
- Brassband Nuenen
- Drumfanfare Jong Leven
- Gerwens Muziekkorps
- Gerwense Dorpsmuzikanten
- Showkorps O&V | Nuenen
- Volleybalvereniging Nuvo '68
- Voetbalvereniging RKSV Nuenen
- Voetbalvereniging Nuenen
- Voetbalvereniging RKGSV Gerwen
- Voetbalvereniging RKVV Nederwetten
- Voetbalvereniging SJO Juventud
- Tennisvereniging De Lissevoort, Tennisvereniging De Goudhoek, Tennisvereniging Wettenseind en Tennisvereniging Nederwetten
- Hockey Club Nuenen
- Honk- en Softbal Club Nuenen
- Heemkundekring De Drijehornick
- Stichting KindervakantieActiviteiten Nuenen c.a.
- Stichting Jeugd & Jongerenactiviteiten Gerwen
- Scouting Panta Rhei
- Scouting Rudyard Kipling[7]
- Jong Nederland Gerwen
- Voetbalvereniging Eenheid Maakt Kracht[8]
- Jongerenkoor Jocanto
- Badminton Club Nuenen (BC Nuenen)
- BreakDance Club
- Wandelsportvereniging Nuenen
- Sportschool Dekkers Taekwondo & Hapkido
- NKV Nuenense Korfbal Vereniging
- Toerclub Nuenen TCN
- Z&PV Nuenen (Zwem- & Polovereniging Nuenen)
- Zwemvereniging Revak Nuenen
- Carnavalsvereniging de Dwersklippels
- Carnavalsvereniging De Raod van Zatterdag
- Carnavalsvereniging De Narre-Kappen
- Carnavalsvereniging De Wetters
- Menclub De Coovelsemenners

## Voorzieningen
- Bibliotheek Dommeldal
- Feelfit sportcentrum De Drietip
- BasicFit sportcentrum
- Zorgcentrum Archipel De Akkers
- Zorgcentrum Archipel Jo van Dijkhof
- Gemeenschapshuis d’n Heuvel

## Verkeer en vervoer
Nuenen is met de auto bereikbaar via de A270. Verder rijden er een aantal buslijnen en twee buurtbussen.

## Bekende inwoners
- Stephanus Hanewinkel (1766-1856), predikant en auteur, geboren te Nuenen
- Egidius Vogels (1804-1877), volksprediker-redemptorist, geboren te Nuenen[9]
- Theodorus van Gogh (1822-1885) was predikant te Nuenen van 1882 tot 1885. Hij was de vader van Vincent van Gogh en werd bijgenaamd: 'de mooie dominee'. Theo van Gogh ligt begraven op de Oude Begraafplaats te Nuenen.
- Cornelius van Coll, (1842-1922), missionaris en etnograaf in Suriname
- Vincent van Gogh (1853-1890) woonde twee jaar (1883-1885) in Nuenen. In die periode schilderde hij onder meer het hervormde kerkje van het dorp, waarvan zijn vader, Theo van Gogh, dominee was. Onder de vele schilderijen die Nuenense zaken tot onderwerp hadden, valt met name De aardappeleters op.
- Bart de Ligt (1883-1938) was predikant te Nuenen van 1910 tot 1915. Geleidelijk aan werd hij vrijzinnig en begaan met de slachtoffers van sociale misstanden. Ten gevolge van de Eerste Wereldoorlog stonden de zuidelijke provincies onder militair gezag. Militairen en marechaussee waren ook aanwezig in de kerk waar hij op eerste pinksterdag in 1915 een antimilitaristische preek hield. Dit leidde tot zijn verbanning uit de provincie Noord-Brabant. Later werkte hij mee aan de totstandkoming van de Volkenbond en was hij actief in de vredesbeweging.
- Nico Eekman (1889-1973) was een schilder-tekenaar die te Nuenen woonde van 1913 tot 1918.
- Jan Strik (1912-1992), geboren te Nuenen, was architect van kerken.
- Hugo Brouwer (1913-1986) was schilder, glazenier en beeldhouwer te Nuenen. Enkele kunstwerken van zijn hand zijn te Nuenen aanwezig, zoals het kruisbeeld aan de Boordseweg en een kruiswegstatie bij de kapel van Hooidonk te Nederwetten.
- Edsger Dijkstra (1930-2002) woonde in Nuenen vanaf het moment dat hij hoogleraar werd te Eindhoven. Hij was informaticus en ontwierp een systeem om foutloze software te maken. Hij leverde pioniersarbeid door mee te werken aan de ontwikkeling van de gestructureerde programmeertaal Algol 60. Edsger is te Nuenen overleden.
- Jan de Kruijff (1931-2022), musicoloog en journalist
- Dorthy de Rooij (1946-2002) was een organiste, componiste en muziekpedagoge geboren te Nuenen.
- Wim van der Leegte (1947-2023) was een ondernemer die tussen 1972 en 2016 president-directeur van de VDL Groep was. Geboren te Nuenen.
- Gerard van Maasakkers (1949) is een zanger in Brabants dialect. Hij woonde in zijn jeugd in Nuenen.
- Adrie Koster (1954) was in het seizoen 2009-2010 trainer van voetbalvereniging Club Brugge. Hij woont tot op heden in Nuenen.
- Henk Hanssen (1961-2024) schrijver en journalist, geboren in Nuenen
- Jan Heintze (1963) was jarenlang betaald voetballer bij onder andere PSV. Hij woont tot op heden in Nuenen.
- Tanja Jess (1967) en Sophie Hilbrand (1975) zijn presentatrices. Zij hebben een deel van hun jeugd in Nuenen doorgebracht. Op 9 augustus 2008 trouwde Tanja Jess in Nuenen met Charly Luske.
- Django Wagner (1970), zanger.
- Merlijn Passier (1972), regisseur, winnaar Gouden Kalf in 1997, geboren te Nuenen.
- Willemijn Verkaik (1975) is een Nederlandse musicalactrice en zangeres.
- Steven Kruijswijk (1987), sinds 2010 profwielrenner.

## Trivia
- Het oudste en hardnekkigste verhaal is ontstaan bij de werkzaamheden aan de Heilige Clemenskerk. Werklieden probeerden tegen beter weten in een balk dwars door de deuropening te dragen. De oplossing werd geboden door een vogeltje, dat in de buurt van de kerk bezig was met het bouwen van een nestje. Daarvoor nam het vogeltje een strootje in de lengte in de snavel. Het verbaasde de werklieden. Het werk werd afgemaakt en de inwoners van Nuenen moesten sindsdien met het etiket 'dwèrs' door het leven.
- In de film Lust for Life speelt de Amerikaanse acteur Kirk Douglas de rol van Vincent van Gogh. De film wordt in 1951 in Nuenen opgenomen.
- In 2008 werden in het Vriendschapspark in Nanjing een aantal Nuenense gebouwen nagebouwd die ooit geschilderd zijn door Vincent van Gogh. Het betreft onder meer een windmolen, een watermolen en een rietgedekte langgevelboerderij. Dit alles werd gerealiseerd door DHV, dat ook het Philipscomplex in Nanking heeft gebouwd.
- Nuenen komt ook voor in de tv-serie Band of Brothers, in aflevering 4, "Replacements". Hierin proberen de mannen van Easy Company het dorp in te nemen. Dit lukt niet in één keer en ze moeten zich terugtrekken.